# 臺灣鯝
臺灣鯝（學名：Xenocypris medius），為輻鰭魚綱鯉形目鲴科鯝属的其中一種。分布於亞洲臺灣淡水流域，棲息在河川底中層水域，生活習性不明。

## 扩展阅读
維基物種上的相關：臺灣鯝